# Happy Madison Productions

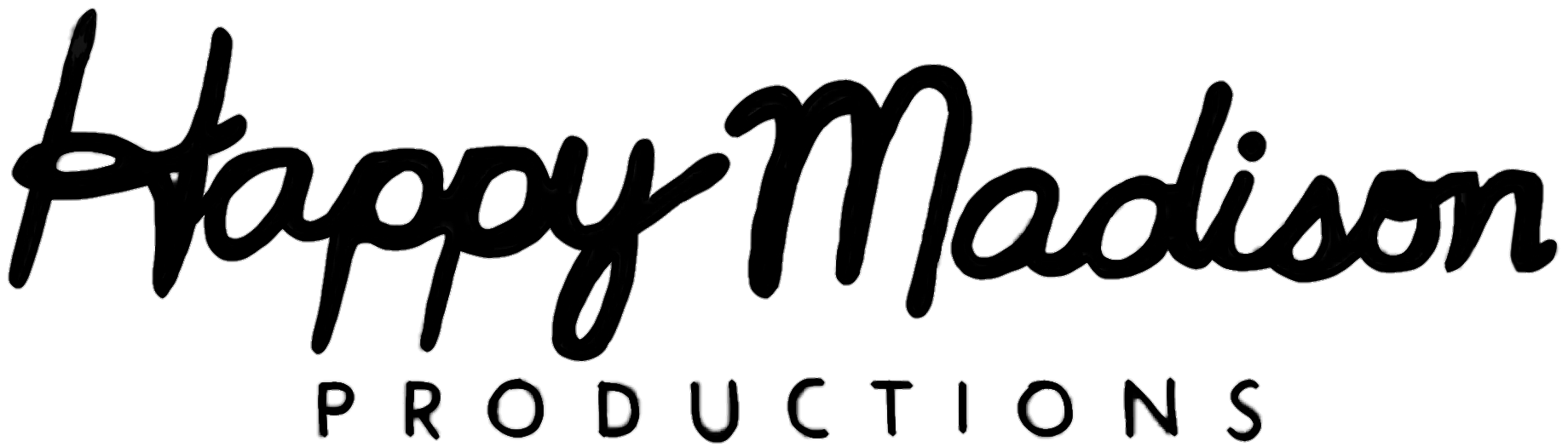
Das Logo der Firma

Happy Madison Productions ist die Filmproduktionsfirma, die 1999 von Adam Sandler gegründet wurde. Mit ihm befreundete Schauspieler und Drehbuchautoren, wie etwa Allen Covert, Nick Swardson, Peter Dante, Kevin James, Jonathan Loughran, Rob Schneider, David Spade, Chris Rock und Dana Carvey, haben für die Produktionsfirma gearbeitet. Der Name Happy Madison stammt von den Filmen Happy Gilmore und Billy Madison, in denen Sandler die Hauptrolle spielte. Der ältere Mann im Logo der Firma ist Sandlers verstorbener Vater Stanley.
Das Büro der Firma liegt im Judy-Garland-Gebäude der Sony-Pictures-Studios in Culver City.

## Produktionen (Auswahl)

### Filme
- 1999: Rent a Man – Ein Mann für gewisse Sekunden (Deuce Bigalow: Male Gigolo)
- 2000: Little Nicky – Satan Junior (Little Nicky)
- 2001: Animal – Das Tier im Manne (The Animal)
- 2001: Joe Dreck (Joe Dirt)
- 2002: Mr. Deeds
- 2002: Meister der Verwandlung (The Master of Disguise)
- 2002: Adam Sandlers acht verrückte Nächte (Eight Crazy Nights)
- 2002: Hot Chick – Verrückte Hühner (The Hot Chick)
- 2003: Die Wutprobe (Anger Management)
- 2004: 50 erste Dates (50 First Dates)
- 2005: Spiel ohne Regeln (The Longest Yard)
- 2005: Deuce Bigalow: European Gigolo
- 2006: Grandma’s Boy
- 2006: Die Bankdrücker (The Benchwarmers)
- 2006: Klick (Click)
- 2007: Chuck und Larry – Wie Feuer und Flamme (I Now Pronounce You Chuck & Larry)
- 2007: Strange Wilderness
- 2008: Leg dich nicht mit Zohan an (You Don't Mess With The Zohan)
- 2008: House Bunny (The House Bunny)
- 2008: Bedtime Stories (Bedtime Stories)
- 2009: Der Kaufhaus Cop (Paul Blart: Mall Cop)
- 2010: Kindsköpfe (Grown Ups)
- 2011: Meine erfundene Frau (Just Go with It)
- 2011: Der Zoowärter (Zookeeper)
- 2011: Jack und Jill (Jack and Jill)
- 2012: Der Chaos-Dad (That's My Boy)
- 2012: Das Schwergewicht (Here Comes the Boom)
- 2013: Kindsköpfe 2 (Grown Ups 2)
- 2014: Urlaubsreif (Blended)
- 2015: Der Kaufhaus Cop 2 (Paul Blart: Mall Cop 2)
- 2015: Pixels
- 2015: Die lächerlichen Sechs (The Ridiculous 6)
- 2016: The Do-Over
- 2017: Sandy Wexler
- 2018: Die Woche (The Week Of)
- 2018: Vater des Jahres (Father of the Year)
- 2019: Murder Mystery
- 2020: The Wrong Missy
- 2020: Hubie Halloween
- 2022: Home Team
- 2022: Hustle
- 2023: Murder Mystery 2
- 2023: The Out-Laws
- 2023: Du bist sowas von nicht zu meiner Bat-Mizwa eingeladen (You Are So Not Invited To My Bat Mitzvah)
- 2023: Leo
- 2025: Irgendwie schwanger
- 2025: Happy Gilmore 2

### Fernsehserien
- 2007–2013: Rules of Engagement
- 2011–2012: Breaking In
- 2013–2023: Die Goldbergs (The Goldbergs)